# Trifolium meironense
Trifolium meironense är en ärtväxtart som beskrevs av Michael Zohary och Lerner. Trifolium meironense ingår i släktet klövrar, och familjen ärtväxter. Inga underarter finns listade i Catalogue of Life.